# Договор в Пикиньи
Договор в Пикиньи 29 августа 1475 года — соглашение о перемирии между Людовиком XI и Эдуардом IV, завершившее англо-французский конфликт 1470-х годов.

## Амьенская конференция
В июле 1475 года Эдуард IV высадился в Кале с 20-тыс. армией, к которой должны были присоединиться войска Карла Смелого и коннетабля Франции Луи де Люксембурга. Не получив поддержки герцога Бургундского, ввязавшегося в войну на территории империи, и убедившись в предательстве коннетабля, английский король, дойдя до Амьена, согласился на переговоры.
Конференция состоялась неподалеку от Амьена. Со стороны Франции участвовали адмирал Луи де Бурбон, Жан де Сен-Пьер, и Эберж, епископ Эврё. Англию представляли Джон Ховард, герцог Норфолк, конюший Томас Челленджер, доктор Джон Мортон и архиепископ Кентерберийский Томас Буршье.
В первый день переговоров англичане предъявили свои обычные требования: корону Франции, или хотя бы Нормандию с Гиенью. На следующий день договорились на более разумных условиях: заключалось семилетнее перемирие; Франция выплачивала компенсацию в 75 тыс. экю, и пожизненный пенсион Эдуарду IV в размере 50 тыс. экю в год. Кроме этого, Людовик XI за 50 тыс. выкупал из плена Маргариту Анжуйскую. Было заключено соглашение о браке дофина Карла и старшей дочери Эдуарда IV Елизаветы Йоркской, а также договор о торговле.
До возвращения Эдуарда в Англию в качестве заложников оставались Джон Ховард и великий конюший Джон Чейн. Герцог Бургундский, недавно оставивший Эдуарда в одиночку воевать с французами, узнав о соглашении, примчался из Люксембурга всего с 16-ю всадниками и пытался убедить короля отказаться от мира, произнеся на английском языке громогласную речь, вызвавшую сочувствие у сторонников войны.

## Перемирие
До заключения окончательного соглашения англичане встали лагерем в полулье от Амьена, а король Франции расположился в городе. Он отправил англичанам 300 повозок с лучшим вином, «и этот обоз выглядел почти как войско, равное по величине английскому».
В Амьене для англичан были открыты таверны, где их в течение трёх или четырёх дней бесплатно поили и кормили до отвала.

По случаю перемирия множество англичан пришло в город; вели себя они дурно, проявляя мало уважения к своему королю. Они пришли большой толпой, вооруженные, и если бы наш король пожелал проявить вероломство, то у него не было бы более благоприятного случая разбить столь значительный отряд. Но он помышлял только о том, чтобы их хорошенько угостить и обеспечить себе добрый мир с ними на всю жизнь.— Филипп де Коммин. Мемуары. IV, 9
В один из дней в город заявилась девятитысячная толпа, привлечённая даровым угощением, и люди короля опасались, что англичане захватят Амьен; король Эдуард принёс извинения и предложил Людовику никого в город не пускать, но тот, опасаясь провокации, просил прислать английских лучников для охраны ворот и наведения порядка.
Коннетабль, узнав о перемирии, обеспокоился не меньше Карла Смелого и направил Эдуарду предложение захватить в качестве зимних квартир города Сен-Валери и Э, а также предлагал ссудить 50 тыс. экю на военные расходы. Английский король передал это письмо Людовику, и участь изменника была решена. Указанные города король Франции на всякий случай сжёг.

## Встреча на Сомме
Чтобы скорее покончить дело, договорились о личной встрече двух королей на мосту через Сомму у Пикиньи. В этом месте река была довольно узкой и не имела бродов.

Когда вопрос о месте был решен, отдали приказ построить там очень прочный и довольно широкий мост, для чего предоставили плотников и материалы; посреди моста установили мощную деревянную решетку, как в клетках для львов. Отверстия между перекладинами были такими, чтобы в них можно было лишь просунуть руку. На случай дождя был сделан балдахин, под которым могли укрыться по 10—12 человек с каждой стороны. Решетка доходила до края моста, дабы нельзя было перейти с одной стороны на другую. А на реке была одна лишь маленькая лодка, в которой сидело два гребца, чтобы перевозить желающих с одной стороны на другую.— Филипп де Коммин. Мемуары. IV, 9
Меры предосторожности были нужны, чтобы избежать возможного повторения того, что случилось в 1419 с Жаном Бесстрашным на мосту в Монтеро.
29 августа короли прибыли на место; Людовик со свитой в 800 человек, Эдуард же привел всю армию. Каждый подошел к барьеру в сопровождении 12 человек; среди французов были герцог де Бурбон, кардинал Бурбонский и Филипп де Коммин, со стороны англичан герцог Кларенс и граф Нортумберленд.
Короли ратифицировали договор, после чего обсудили вопрос о союзниках Англии. Против войны Людовика с Бургундией Эдуард не возражал, но от нападения на Бретань настойчиво рекомендовал воздержаться, и позднее передал королю Франции, что «если против Бретани начнут войну, то он ещё раз пересечет море, чтобы её защитить».
Герцога Глостера, который был противником мира и во встрече не участвовал, Людовик постарался задобрить ценными подарками. Ближайшим советникам Эдуарда также были выплачены значительные суммы.

## Итоги
В ответ на возможные упреки в том, что, купив перемирие, вместо того, чтобы отразить агрессию, он уронил свою честь, Людовик «говорил, посмеиваясь, что он гораздо проще изгнал англичан, чем его отец, ибо он изгнал их, накормив пирогами с дичью и напоив добрым вином».
Вопреки популярному мнению, договор в Пикиньи, который недовольные современники называли «Купеческим миром», не являлся формальным завершением Столетней войны. Это было обычное перемирие, и англичане не отказывались ни от претензий на корону Франции, ни от территориальных притязаний. Когда в 1477 началась война за Бургундское наследство, Эдуард намеревался вмешаться, и Людовику удалось его успокоить лишь при помощи дополнительных субсидий. Тем не менее, соглашение 1482 года, по которому дофин отказывался от руки Елизаветы, чтобы жениться на Маргарите Австрийской, едва не привело к возобновлению военных действий. Новая война состоялась в 1489 году.